# Marlene Hagge
Marlene Hagge née Bauer, née le 16 février 1934 à Eureka (États-Unis) et morte le 16 mai 2023 à Rancho Mirage (États-Unis), est une golfeuse professionnelle américaine. Précoce, elle est désignée sportive de l'année en 1949 par l'agence de presse américaine Associated Press par ses résultats en golf puis intègre l'année suivante à seulement quinze ans le circuit LPGA dès sa création en y étant la plus jeune des treize pionnières, elle y est l'une des meilleures golfeuses du circuit dans les années 1950 et 1960 en remportant un tournoi majeur, le Championnat LPGA en 1956, et compte au total 26 victoires sur le circuit LPGA.

## Biographie
Marlene Bauer à Eureka dans le Dakota du Sud le 16 février 1934. Son père est propriétaire d'un golf. Elle commence sa carrière dans le golf par une période amateure des plus réussies. Elle pratique le golf dès l'âge de trois ans, puis dès dix ans remporte ses premiers tournois en commençant par le « Long Beach City Boys Junior » puis s'impose à treize ans au Championnat junior des États-Unis, Championnat de la ville de Los Angeles, le Championnat Palm Springs, l'Open de Californie du Nord et « Indio Women's Invitational ».
En 1947, elle se qualifie pour la première fois pour l'Open américain, l'un des tournois phares du golf aux ÉTats-Unis. Elle y réussit à passer le cut et termine huitième du tournoi. Elle poursuit sa trajectoire faits de succès précoces, première édition du Championnat junior des États-Unis et Championnat junior Western, au point qu'en 1949 à seulement quinze ans elle est désignée par l'agence de presse américaine Associated Press sportive de l'année, faisant d'elle la plus jeune sportive nommé à ce titre.
En 1950, elle est la plus jeune des treize golfeuses à fonder le Ladies Professional Golf Association et son circuit professionnel. Elle y accompagne sa sœur Alice Bauer, elle aussi membre fondateur, aux côtés des plus grands noms des golfeuses d'alors : Patty Berg, Bettye Danoff, Helen Dettweiler, Helen Hicks, Opal Hill, Betty Jameson, Sally Sessions, Marilynn Smith, Shirley Spork, Louise Suggs et Babe Zaharias. Elle remporte son premier tournoi LPGA en 1952 à l'Open Sarasota, le premier des vingt-six titres qu'elle obtient sur ce circuit entre 1952 et 1972, incluant un titre de tournoi majeur en 1956 avec le Championnat LPGA. Elle termine en tête du classement de la prize money cette même année 1956 avec le gain de huit titres. Sa dernière apparition en tournoi sur le LPGA date de 1996 à l'âge de soixante-deux ans.
En 2002, elle intègre le World Golf Hall of Fame. Le 16 mai 2023, elle meurt à Rancho Mirage en Californie à l'âge de 89 ans à la suite de complications liées à une chute.

## Palmarès

### Victoires professionnelles
| N° | Date       | Circuit principal | Tournoi          | Score           | Par | Marge   | Finaliste  |
| -- | ---------- | ----------------- | ---------------- | --------------- | --- | ------- | ---------- |
|    | 24/06/1956 | LPGA              | Championnat LPGA | 69-73-73-76=291 | - 9 | Playoff | Patty Berg |